# Margareta Burgundska, kraljica Sicilije
Margareta Burgundska (francuski: Marguerite de Bourgogne; † 4. rujna 1308.) bila je francuska plemkinja, kći Oda, grofa Neversa i Matilde II., grofice Neversa te druga supruga kralja Karla I.

## Naslovi
- napuljska kraljica
- sicilska kraljica
- albanska kraljica
- grofica vladarica Tonnerrea

| prethodnik Beatricija Provansalska | Napuljska kraljica | nasljednik Marija Arpadović |